# ديفد لي
ديفد لي (بالإنجليزية: David Morris Lee)‏ هو عالم فيزيائي أمريكي حاز على جائزة نوبل للفيزياء عام 1996 بالمشاركة مع روبرت ريتشاردسون ودوجلاس أوشيروف عن «اكتشافهم الميوعة الفائقة للهيليوم-3».
ولد ديفد لي في 20 يناير 1931.

## روابط خارجية
- ديفد لي على موقع الموسوعة البريطانية (الإنجليزية)
- ديفد لي على موقع مونزينجر (الألمانية)
- ديفد لي على موقع إن إن دي بي (الإنجليزية)